# Horatio McCulloch
Pour les articles homonymes, voir McCulloch.
 (juin 2023).

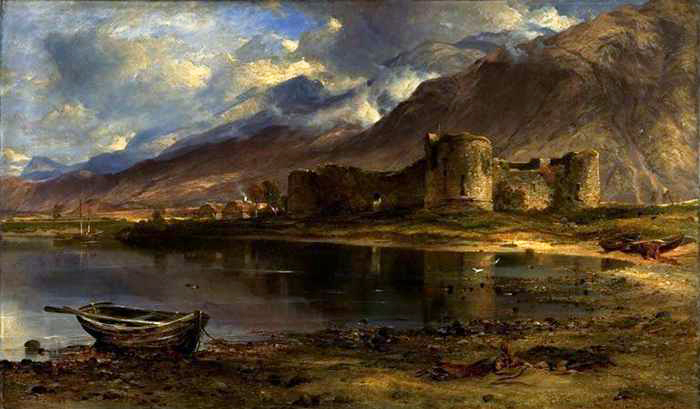
Les ruines du château d'Inverlochy, peintes par Horatio McCulloch en 1857

Horatio McCulloch (9 novembre 1805 - 24 juin 1867), parfois écrit MacCulloch ou M'Culloch, est un peintre paysagiste écossais.

## Biographie
Il est né à Glasgow le 9 novembre 1805, fils d'Alexander McCulloch, un marchand de coton, et de sa femme, Margaret Watson.
Horatio McCulloch est formé dans l'atelier du peintre paysagiste de Glasgow John Knox (1778-1845) pendant environ un an aux côtés de Daniel Macnee (1806-1882) et gagne d'abord sa vie en tant que peintre décorateur. Il est ensuite engagé à Cumnock, peignant les couvercles ornementaux des tabatières, puis employé à Édimbourg par William Home Lizars, le graveur, pour colorer les illustrations des Oiseaux britanniques de Prideaux John Selby et d'œuvres similaires.
Après avoir déménagé à Édimbourg en 1825, il commence à peindre dans la tradition d'Alexander Nasmyth. Travaillant inlassablement d'après nature, il est grandement influencé dans sa pratique précoce par les aquarelles de H.V. Williams. Il retourne à Glasgow en 1827 et est employé sur plusieurs grands tableaux pour la décoration d'une salle publique de St. George's Place, et il est peintre de scènes de théâtre. Vers cette époque par les écrits de Walter Scott et les œuvres paysagères expressives de John Thomson, ami de Scott et ministre à Duddingston Kirk, Édimbourg. Peu à peu MacCulloch affirme son individualité et forme son propre style sur une étude approfondie de la nature ; ses œuvres forment un lien intéressant entre l'ancien monde du paysage écossais et le nouveau.

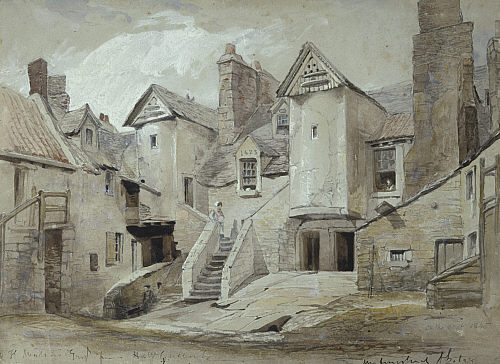
White Horse Close, Édimbourg, 1845, National Gallery of Scotland

En 1829, McCulloch figure pour la première fois dans l'exposition de la Royal Scottish Academy. Au début des années 1830, les expositions de McCulloch avec la Glasgow Dilettanti Society et avec la Royal Scottish Academy commencent à attirer des acheteurs, notamment la toute nouvelle Association pour la promotion des beaux-arts en Écosse. Une commande de Lord Provost James Lumsden contribue à établir la réputation de l'artiste en Écosse. Les commandes d'éditeurs de livres et d'imprimés lui permettent de se concentrer sur la peinture de chevalet.
Lors de son élection comme académicien à part entière de l'Académie écossaise en 1838, McCulloch s'installe à Édimbourg et devient rapidement une figure éminente de la vie artistique de la capitale et un contributeur prolifique aux expositions de la Royal Scottish Academy. Il dessine et expose régulièrement à Glasgow et ses mécènes les plus fidèles sont de riches industriels de Glasgow tels que David Hutcheson (1799-1880), le propriétaire du bateau à vapeur. Il expose rarement en dehors de l'Écosse et une seule fois à la Royal Academy de Londres (1843), mais il reste en contact avec ses amis artistes londoniens, John Phillip, David Roberts et John Wilson (1774-1855), par correspondance et visites. Sa propre collection d'art témoigne de son admiration pour les peintres hollandais du XVIIe siècle, pour JMW Turner et Richard Wilson et pour des contemporains comme Clarkson Stanfield.
Au cours d'un de ses voyages à Skye, il rencontre sa future épouse, Marcella McLellan de Gillean, près du canton de Tarskavaig. On sait qu'il avait plusieurs chiens de la race Skye Terrier chez lui à Édimbourg et il est possible qu'il les ait amenés de Skye avec sa femme.
McCulloch est décédé à "St Colme" à Trinity, Édimbourg le 24 juin 1867. Il est enterré au cimetière de Warriston à Édimbourg. Son monument est sculpté par le sculpteur d'Édimbourg, David Watson Stevenson.

## Famille

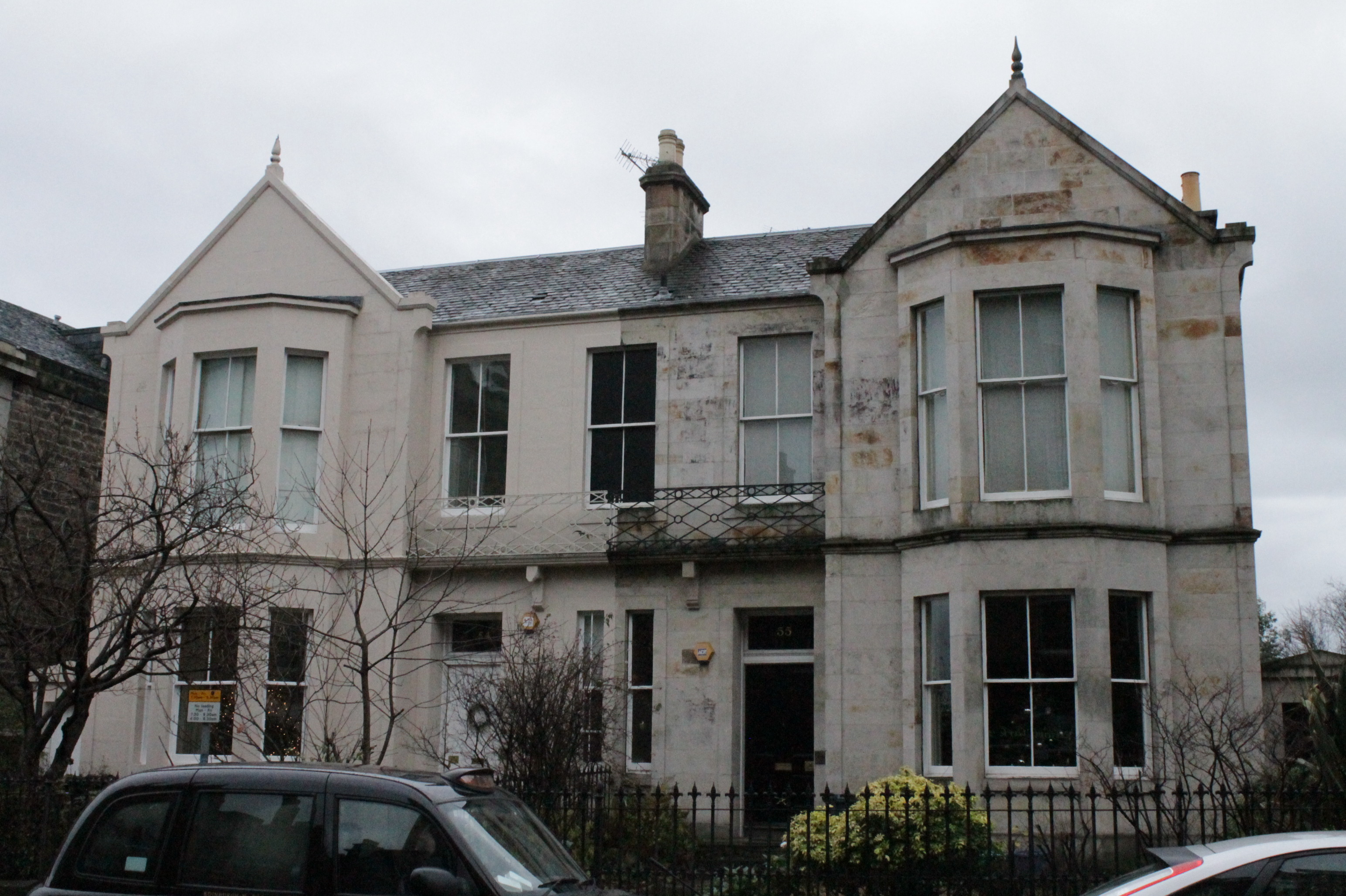
54 Inverleith Row, Édimbourg (à gauche)

Sa veuve Marcella McLellan, de Sleat sur l'île de Skye, quitte l'Écosse pour l'Australie après sa mort, mais meurt pendant le voyage. Ils n'ont pas d'enfants.

## Œuvre
Au cours de sa vie, Horatio McCulloch devient un peintre paysagiste connu en Écosse. Mais ses aquarelles et croquis à l'huile attirent peu d'attention à l'époque et sont restés relativement inconnus.

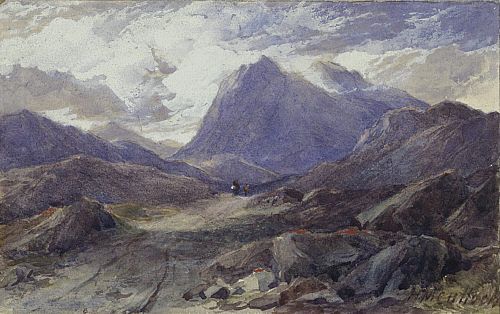
Glencoe, Argyllshire, 1864, National Gallery of Scotland.

Ses premières œuvres comprennent des peintures de la forêt de Cadzow près de Hamilton et de grandes vues de la Clyde. Il entreprend des tournées estivales régulières de croquis dans les West Highlands, complétant les croquis sous forme de peintures comme de retour dans son atelier. A sa mort en 1867, il a créé l'essentiel de l'iconographie des Highlands.
D'un point de vue historique, à mesure que les Lowlands écossais s'urbanisent, le caractère distinctif de l'Écosse en arrive à être représenté à travers les Highlands. Le travail de McCulloch s'inscrit dans un processus de distanciation du rapport des hommes à la terre dans les Highlands. Cette vision romantique du paysage écossais est portée à son apogée par Horatio McCulloch.
Plusieurs œuvres de McCulloch sont gravées par William Miller et William Forrest, et un volume de photographies de ses paysages, avec une notice biographique de l'artiste par Alexander Fraser, est publié à Édimbourg en 1872.